# José María Cases
José María Cases Hernández (Orihuela, 23 november 1986) is een Spaans voetballer. Hij komt sinds 2018 uit voor Orihuela CF.

## Carrière
Cases werd opgeleid door Villareal CF. Hij speelde twee seizoenen voor het B-elftal van Villareal in de Tercera División en kwam ook twee keer uit voor het eerste elftal. Zijn debuut in de Primera División maakte hij op 22 juni 2003 in een 1-4-nederlaag tegen Real Betis.
Cases trok in 2005 naar derdeklasser Terrassa FC, maar amper een jaar later tekende hij voor Orihuela CF, de club van zijn geboortedorp. Twee jaar later zette hij een stapje hogerop naar tweedeklasser SD Eibar, waarop hij in 2009 een contract versierde bij Valencia CF Mestalla, het tweede elftal van Valencia CF.
Na een jaar bij Valencia keerde hij terug naar Orihuela CF, waar hij ditmaal anderhalf jaar speelde. In januari 2012 legde Granada CF hem vast, waarop het hem uitleende aan Cádiz CF, CD Mirandés en CD Alcoyano. Cases speelde uiteindelijk geen enkele officiële wedstrijd voor Granada en verhuisde in de zomer van 2013 naar het Griekse Panthrakikos. 
Op 2 augustus 2015 ondertekende hij een contract bij de Belgische tweedeklasser KAS Eupen. In zijn eerste seizoen met Eupen eindigde hij tweede, maar door het feit dat kampioen White Star Brussel geen licentie kreeg mocht Eupen naar Eerste klasse. Aan het einde van het seizoen 2016/17 nam de club afscheid van hem.
Op 22 september 2017 ondertekende Cases een contract tot medio 2018 bij het Griekse Doxa Drama, uitkomend in de Football League. Een jaar later haalde de Spaanse vierdeklasser Orihuela CF hem terug naar zijn geboorteland. Na een seizoen promoveerde Cases met Orihuela naar de Segunda División B.